# Discosphaerina discophora
Discosphaerina discophora är en svampart som beskrevs av Höhn. 1917. Discosphaerina discophora ingår i släktet Discosphaerina och familjen Dothioraceae.   Inga underarter finns listade i Catalogue of Life.